# Daniel Mateiko
Daniel Mateiko (ur. 4 sierpnia 1998 w dystrykcie Mount Elgon) – kenijski biegacz długodystansowy, olimpijczyk z Paryża 2024.

## Udział w zawodach międzynarodowych
| Impreza              | Rok  | Miejsce | Wynik    |
| Impreza              | Rok  | Miejsce | 10 000 m |
| -------------------- | ---- | ------- | -------- |
| Igrzyska olimpijskie | 2024 | Paryż   | 11       |
| Mistrzostwa świata   | 2022 | Eugene  | 8        |